# 山口弥一郎
山口 弥一郎（やまぐち やいちろう、1902年5月13日 - 2000年1月29日）は、日本の地理学者。創価大学名誉教授。理学博士（東京文理科大学）。
地理学と民俗学による入念な現地調査を踏まえ、50年以上にわたり東北地方を研究した。没後、東日本大震災発生後に著書『津浪と村』が復刊され、津波研究者として広く知られるようになった。

## 経歴
1902年、福島県大沼郡新鶴村にて生まれる。福島県立会津中学校（現・福島県立会津高等学校）に二里半の道を歩いて通う。弁論部に属し、山崎直方の講演を聴くなどして、1922年に卒業。福島県師範学校（現・福島大学）本科第二部を1年で修業し、河沼郡坂下尋常高等小学校（現・会津坂下町立坂下小学校）訓導となる。1924年、1年間現役兵として軍務に服した後、訓導に復職した。翌年、福島県立磐城高等女学校（現・福島県立磐城桜が丘高等学校）の数学担当教員に招聘される。1928年、文部省中等学校教員検定試験（文検）地理科に合格。しかし、他地の栄転を望まず、同校の地理教師として郷土の研究に専念することを決意した。
常磐炭田の炭鉱集落の研究を始めるが、この頃から指導を受けるようになった田中館秀三の助言により、各地の炭田・炭鉱集落の調査を行うようになる。炭田の集落・人口・民俗などに関する調査結果を様々な雑誌に発表し、それらを基に『炭鉱集落』（1942年）を著す。本書は、炭鉱生活の民俗誌が含まれ、地理学と民俗学の両面から地域性に焦点が当てられており、鉱業集落に関する日本で最初の地理学書であった。これを契機に、民俗研究を進める上で柳田國男の個人的な指導を受けるようになる。
1933年、三陸海岸が大津波の被害を受ける（昭和三陸地震）。山口は、炭鉱集落の研究中であったが、田中館の勧めで津波の被害調査と防災の研究にも取り組むようになる。三陸のすべての海岸を徒歩で歩き、防災を考慮するうえで民俗学的な調査研究も行った。柳田の示唆により、研究の成果や調査旅行の記録を大衆向けの『津波と村』（1943年）にまとめる。同年は冷害も甚だしく、翌年には大凶作となった。彼は、この問題についても調査に着手し、過去の凶作時における食事内容・風習、自給的な食習の研究を行った。また、凶作による廃村の問題から山村の生活に関心をもち、東北地方で稗作が存続している理由を「冷害に対して抵抗力の強い稗作によらなければ生活できないからだ」と考えた。さらに、1939年-1940年頃には焼畑の慣行についても地理学的・民俗学的な調査を始め、その成果は『東北の焼畑慣行』（1944年）にまとめられた。
1940年、東北地方の調査研究の便を考え、いわき市の磐城高女から、北上市の岩手県立黒沢尻中学校（現・岩手県立黒沢尻北高等学校）へ転任。近隣江刺市の岩手県立岩谷堂高等女学校（現・岩手県立岩谷堂高等学校）教諭を兼任する。
山口の研究活動は東北地方の農山村での生活の特性を追究するためになされ、そのためには地理学だけでなく民俗学や社会経済学も援用された。例えば東北地方の散村の特性を、屋敷周囲の耕地の不可分性から論じた。彼は一貫して東北地方の地域性を追究したが、津波防災・凶作対策・焼畑による食糧増産・稗作を取り入れた代用食の研究など、実学的な研究を重視した。これらを住民に説くために『東北の人々』（1943年）を著し、翌年の増刷も合わせて4500部発行された。
敗戦を迎えた1945年、岩谷堂高女の教頭となるが、農地改革が進めば不在地主は不利になることを知り、翌年に職を辞して新鶴村に帰郷し帰農した。1947年、福島県立会津高等女学校（現・福島県立葵高等学校）の教官として再び教壇に立つようになり、翌年に同校の教頭に昇任するとともに若松市（会津若松市）に転居した。1956年、福島県立会津農業高等学校（現・福島県立会津農林高等学校）に校長代理として転任し、1960年に同校で停年を迎える。
このような教育現場での活躍とともに、東北帝国大学農学研究所の嘱託として行った代用食の研究成果を『東北の食習』（1947年）に発表。これは、もともと戦時中の食糧難に対応する研究であったが、敗戦後も食糧難が切迫し、その必要から河北新報社の要請でまとめられたものである。
山口は帰郷後も農村の生活・問題の研究を行うも、やがて各地の青年団や婦人会などに講演・指導を依頼されることが多くなる。そこで自邸内に「東北地方農村生活研究所」を開設し、自ら収集した資料や図書を供して、数人が宿泊できる設備を用意した。ここを拠点に農村研究を発展させ、農村生活の諸問題に悩む人の相談に乗ろうと考え、この意図を広く示そうと『農村生活の探究』（1954年）を刊行した。
帰郷後の彼は、民俗学を郷土の研究方法として重視するようになり、その方法によって有形文化や言語資料だけでなく郷土人の心意現象を探究すべきと考えるようになる。この方法によって、、彼は以下の著作を記した。
- 『東北民俗誌 会津編』（1955年）では、ダム湖に沈む只見村田子倉（只見町）の生活記録を詳細に記した[9]。
- 『開拓と地名　地名と家名の基礎的研究』（1957年）では、小地名を手掛かりに、東北地方の開拓初期の様子を解明しようとした。なお、地名の研究は柳田の勧めで、敗戦前から行っていた[9]。
- 『奥州会津新鶴村誌』（1959年）では、民俗誌の記述を多くし[注釈 4]、集落ごとの歴史地理の記述に最も多くのページをあてている。これらの特徴をもつ郷土誌は以後もほとんど現れず、1972年に再版された[9]。

1955年、学位請求論文「津波常習地三陸海岸地域における集落の移動」を東京文理科大学（現・筑波大学）の青野寿郎のもとに提出し、1960年に理学博士となった。論文の内容は田中館の指導によって1933年から始めた地理学的な研究であるが、一部には民俗学的な研究成果が取り入れられている。
1960年、チリ地震による津波が三陸海岸に襲来する（チリ地震津波）が、山口の助言を入れて高地に移動していた集落は被害を免れた。彼は、岩手県知事の賞辞を受けた。
1963年、亜細亜大学常勤講師となり、東京都武蔵野市に転居する。1965年に教授となるが、1972年には同大学を停年退職し、創価大学文学部教授となる。移行後は、日本文化の源流をシルクロードに求め、仏教の伝播経路と高塔振興の伝承に着目して中国大陸の砂漠を調査し、『踏査紀　シルクロードのストゥーパ』（1983年）を著す。1984年には、創価大学教授を退任し、特任教授となる。
1989年には東京から26年ぶりに会津若松市に帰郷する。それを機に東北地方研究の再開を意図し、『東北地方研究の再検討』（全三巻、1991-1992年）を刊行。翌年、『九十歳の提言 郷土研究より世界文化構成論への筋道』を著すという健筆ぶりを発揮した。99歳の長寿を保ち、老衰のため没する。